# Samiska arkiv

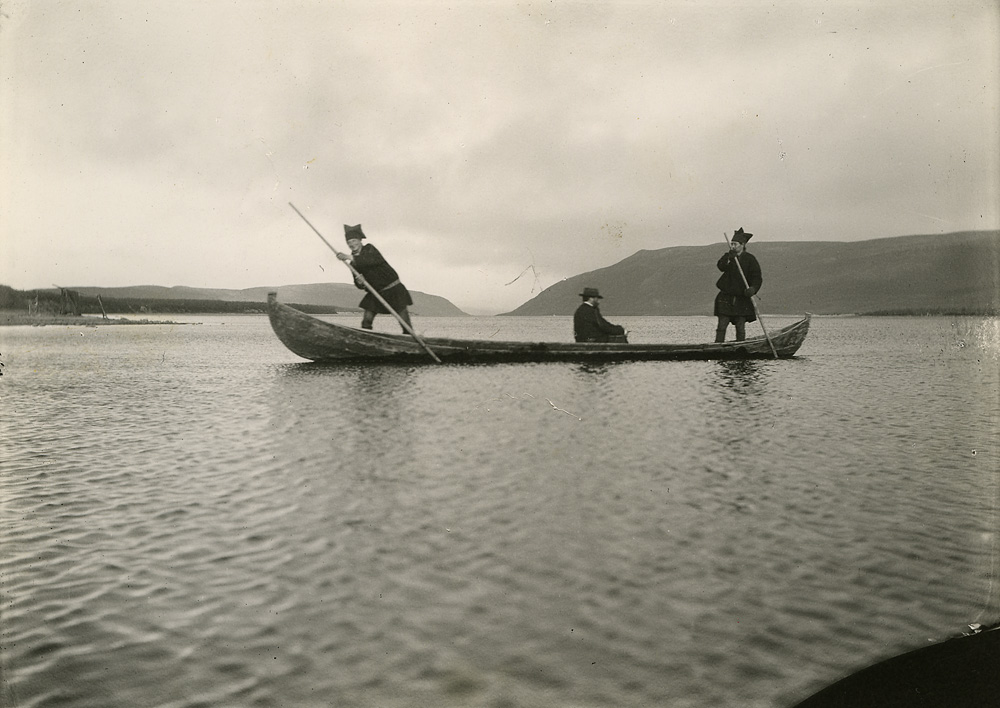
Tre mennesker i en båt. Foto av Ellisif Wessel, Finnmark omkring 1900

Samiska arkiv är arkiv och samlingar av dokument och vissa typer av föremål med anknytning till samiskt liv och kultur.
Samiska arkiv finns inom respektive land, det vill säga i första hand Norge, Sverige och Finland. Förutom enskilda arkiv finns i Norge det centrala Samisk arkiv i Kautokeino och i Finland Samiskt arkiv i Enare. I Sverige finns inget centralt samiskt arkiv.

## Norge
Huvudartikel: Samisk arkiv
Samisk arkiv är en avdelning av det norska Arkivverket och finansieras över statsbudgeten. Det startade 1988 som ett samarbetsprojekt mellan dåvarande Norges almenvitenskapelige forskningsråd, dåvarande Nordiskt-samiskt institut och Arkivverket. Stiftelsen Sámi arkiiva/Samisk arkiv bildades 1995. 

## Sverige
I Sverige finns inget centralt samiskt arkiv, och enbart ett fåtal enskilda samiska arkiv har lämnats till någon arkivinstitution.  På den offentliga sidan är Riksarkivet genom landsarkiven i Östersund och Härnösand ansvarigt. Också Ájtte, Svenskt fjäll- och samemuseum i Jokkmokk tar emot samiskt material för arkivering.
Institutet för språk och folkminnen i Uppsala har i sina samiska samlingar i Uppsala och Umeå dokumentation av samiska språk och samisk folkkultur, bland annat inspelningar, fältdagböcker, kartor, fotografier och illustrationer. Det första material som samlats in är från slutet av 1800-talet, då det dokumenterades dialekt- och kulturformer som ansågs vara hotade av industrialisering och urbanisering.

## Finland
Huvudartikel: Samiskt arkiv
Samiskt arkiv grundades 2012 i samarbete mellan Sametinget och Riksarkivet. Det är en del av Riksarkivet och sorterar under dess forsknings- och utvecklingscentral. Det förvaltar en hög andel av privata arkiv.